# Belian
Belian is een bestuurslaag in het regentschap Batam van de provincie Riouwarchipel, Indonesië. Belian telt 50.889 inwoners (volkstelling 2010).